# Tarcica

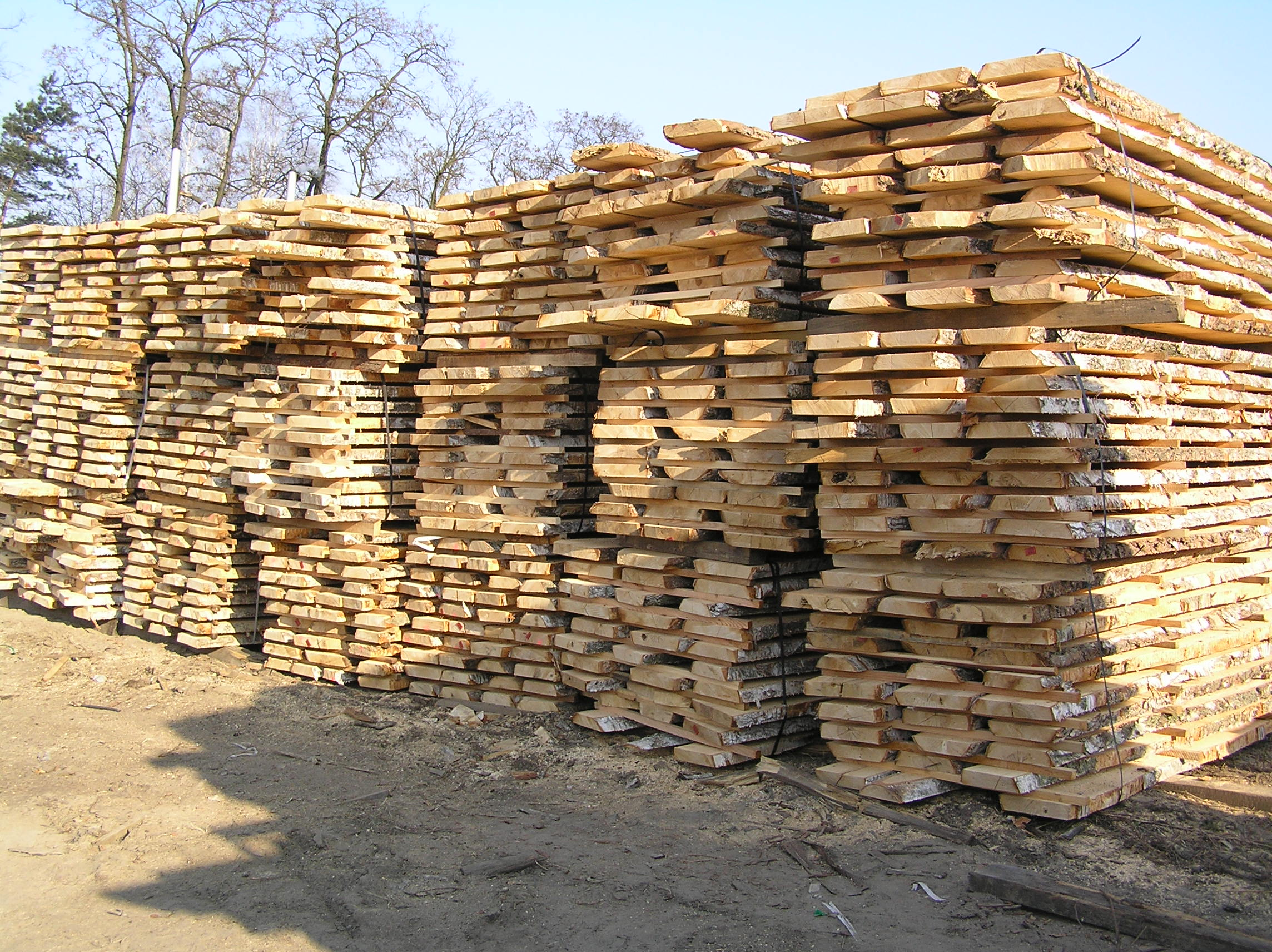
Tarcica brzozowa suszona

Tarcica – asortyment drzewny powstały w wyniku przetarcia drewna okrągłego w sposób indywidualny bądź grupowy (decyduje liczba równocześnie pracujących pił) na pilarkach: ramowych (trakach), taśmowych bądź tarczowych. Ze względu na stopień obróbki tarcice dzielą się na:
- tarcicę nieobrzynaną – o obrobionych dwóch powierzchniach równoległych, krawędzie boczne są obłe (bez obróbki); otrzymywana jest przez przetarcie jednokrotne na trakach (piłach tartacznych),
- tarcicę obrzynaną – o obrobionych czterech płaszczyznach i krawędziach czoła[1].

## Produkcja i suszenie tarcicy
Tarcica jest produkowana w tartakach, znajdujących się zwykle w pobliżu bazy surowcowej. W zakładzie tartacznym są wyodrębnione są: skład surowca, hala tartaczna i skład tarcicy. Skład surowca służy nie tylko do przejęcia i magazynowania drewna dostarczonego z lasu a także jego konserwacji w odpowiednich warunkach.
Obracając kłodę na traku (pilarce) można uzyskać tarcicę o różnych układach słoja. Rozróżnia się dwa rodzaje przetarcia: blokowe i mieszane. W pierwszym wszystkie sztuki tarcicy, stanowiące materiał główny, mają jednakową grubość. W przetarciu mieszanym materiałem głównym jest tarcica różnej grubości. Najgrubsze sztuki tarcicy pozyskuje się wtedy ze środkowych części kłody, w miarę oddalania się od jej środka - uzyskuje się tarcicę coraz cieńszą.

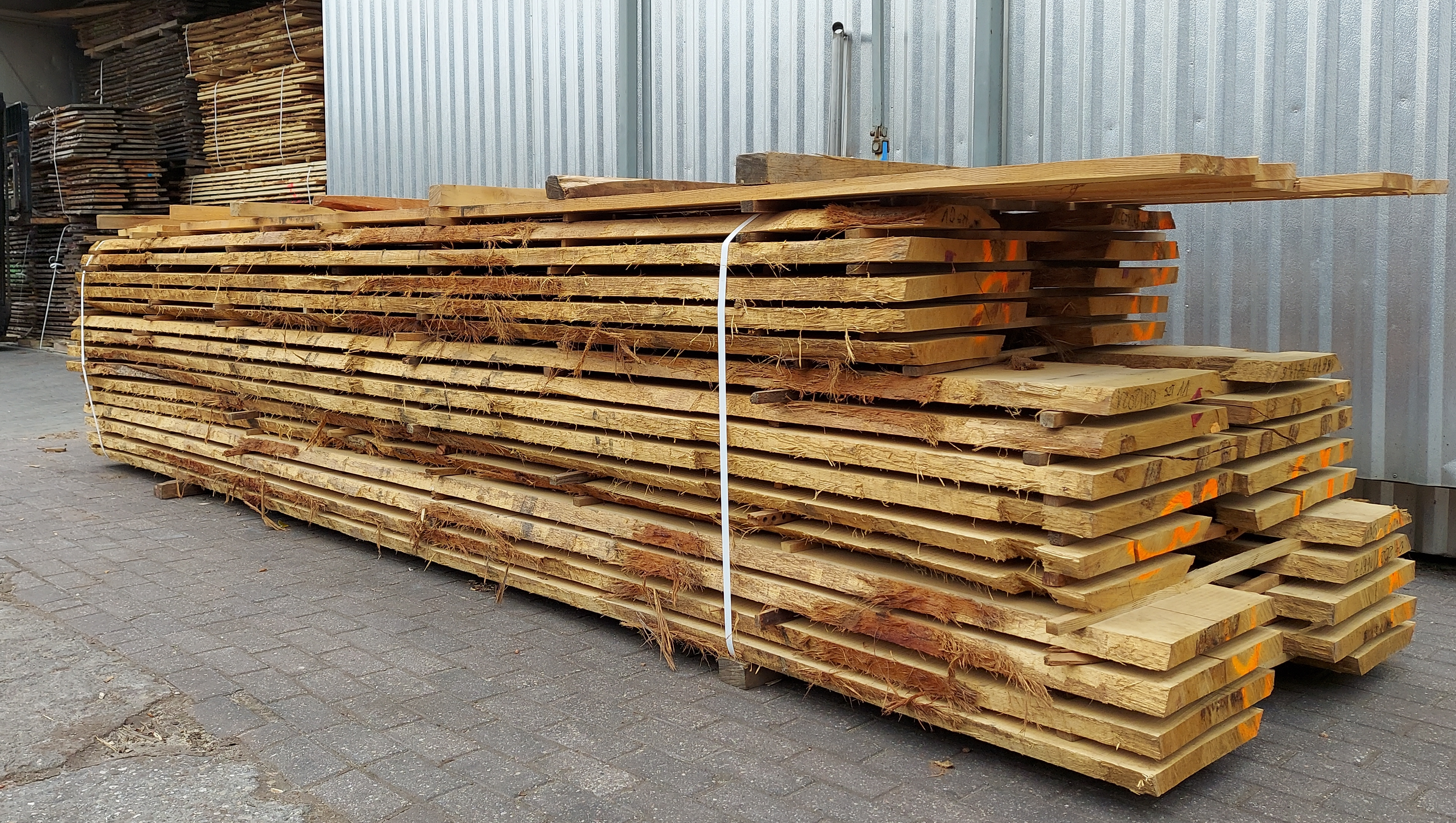
Tarcica dębowa przetarta blokowo

Aby tarcica mogła być wykorzystywana w dalszej obróbce stolarskiej powinna być wysuszona. Zanim tarcica trafi do komory suszarniczej, zazwyczaj sezonowana jest przez okres od kilku tygodni do ponad roku w sztaplach. Zabieg ten pozwala na redukcję naprężeń występujących w świeżo przetartym drewnie. Sezonowanie zmniejsza też zjawisko paczenia się drewna Najczęściej do suszenia tarcicy wykorzystywane są suszarnie komorowe (konwencjonalne), rzadziej suszarnie próżniowe. 
Aby tarcica suszona zachowywała stabilność we wnętrzach ogrzewanych budynków, zależnie od gatunku drewna, powinna mieć wilgotność 7-12%. Aby tarcica zachowała niską wilgotność, po suszeniu powinna być przechowywana w suchym magazynie.

## Podział w Polsce
Według Polskich Norm, w zależności od wymiarów otrzymanych elementów, tarcice dzielą się na następujące sortymenty:
- deski – elementy o grubości 19–45 i szerokości 75–250 mm,
- bale – elementy o grubości 50–100 i szerokości 100–250 mm,
- listwy – elementy o przekroju poprzecznym od 12/24 do 29/70 mm,
- łaty – elementy o przekroju poprzecznym od 38/63 do 75/140 mm,
- krawędziaki – elementy o przekroju od 100/100 do 175/175 mm,
- belki – elementy o przekroju od 200/200 do 275/275 mm.

Powyższe wymiary dotyczą gatunków iglastych. Wymiary gatunków liściastych są zbliżone.